# Haroldo Domingues
Haroldo Domingues (Río de Janeiro, Brasil, 18 de marzo de 1896-13 de septiembre de 1955) fue un futbolista y entrenador de fútbol de Brasil que jugó en la posición de delantero.

## Carrera

### Club
| Periodo   | Club       |
| --------- | ---------- |
| 1913-1916 | America-RJ |
| 1917-1922 | Santos     |

### Selección nacional
Jugó para Brasil en cuatro ocasiones en dos ediciones de la Copa América donde anotó cuatro goles, siendo campeón en la edición de 1919.

### Entrenador
Fue entrenador-jugador de Brasil en el título de la Copa América 1919.		

## Logros

### Club
- Campeonato Carioca (2): 1913, 1916

### Selección nacional
- Copa América (1): 1919